# Saturnia atlantica
Saturnia atlantica är en fjärilsart som beskrevs av Lucas 1848. Saturnia atlantica ingår i släktet Saturnia och familjen påfågelsspinnare. Inga underarter finns listade.